# Giacomo Doria

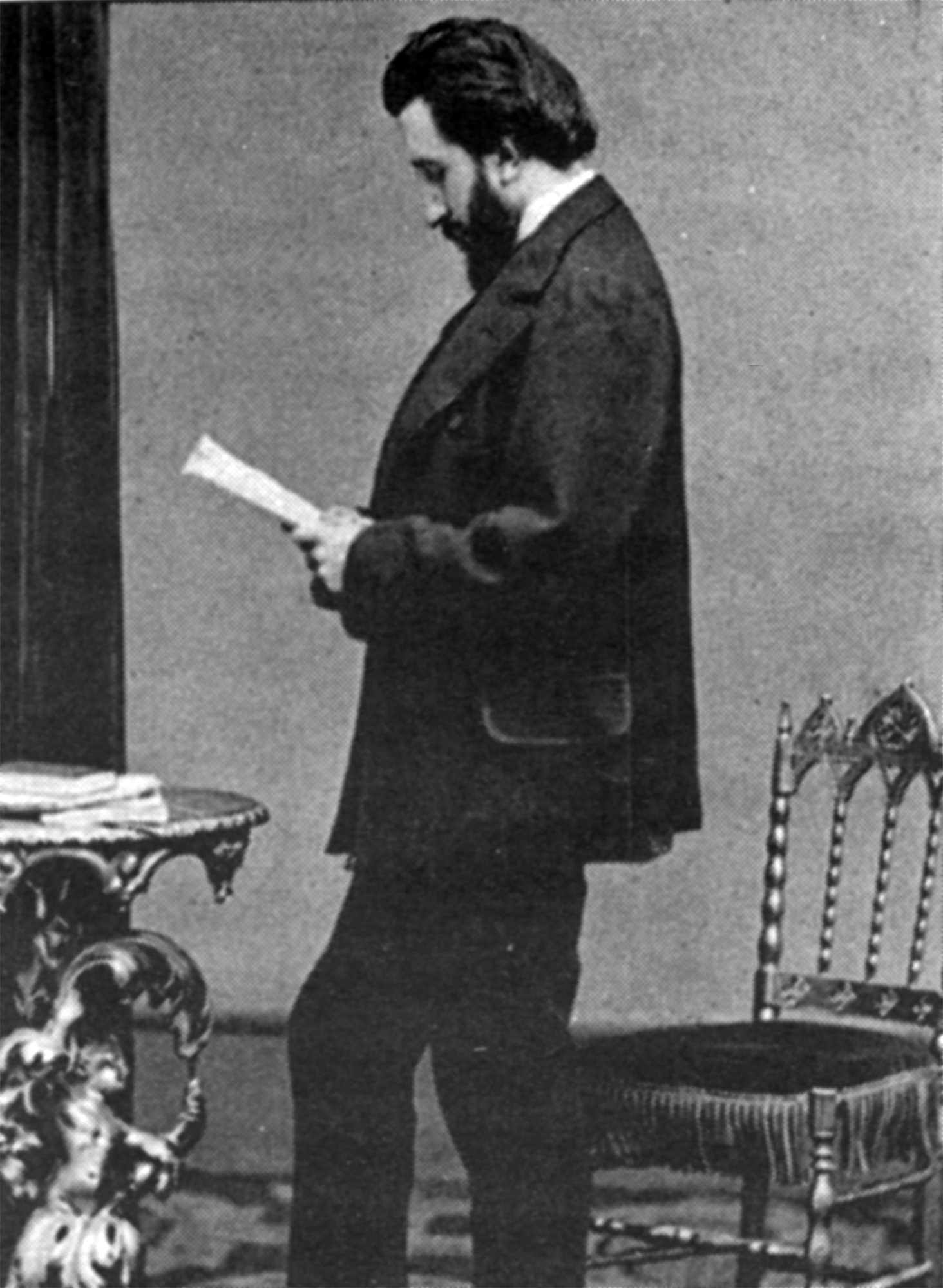
Giacomo Doria.

Markies Giacomo Doria (La Spezia, 1 november 1840 - Genua-Borzoli, 19 september 1913) was een Italiaanse natuuronderzoeker (vooral herpetoloog) en politicus.
Doria was de oprichter van het natuurhistorisch museum in Genua en was daarvan de directeur tot zijn dood. Het museum draagt nu zijn naam en heet het Museo di Storia Naturale Giacomo Doria.
Hij verzamelde specimens in Iran met Filippo de Filippi (1862–63). en in Sarawak (Noord-Borneo) met Odoardo Beccari (1865–66). In 1891 werd hij gekozen als voorzitter van de Italiaanse geografische vereniging (Società geografica italiana).
Zijn wetenschappelijke nalatenschap bestaat uit een groot aantal beschrijvingen van nieuwe soorten amfibieën en reptielen, waarbij een aantal samen met Wilhelm Peters.
Er zijn ook dieren als eerbetoon aan hem genoemd: de doriaboomkangoeroe (Dendrolagus dorianus), Doria's havik (Megatriorchis doriae) en de poelslak Limax doriae.